# サントラル・シュペレック

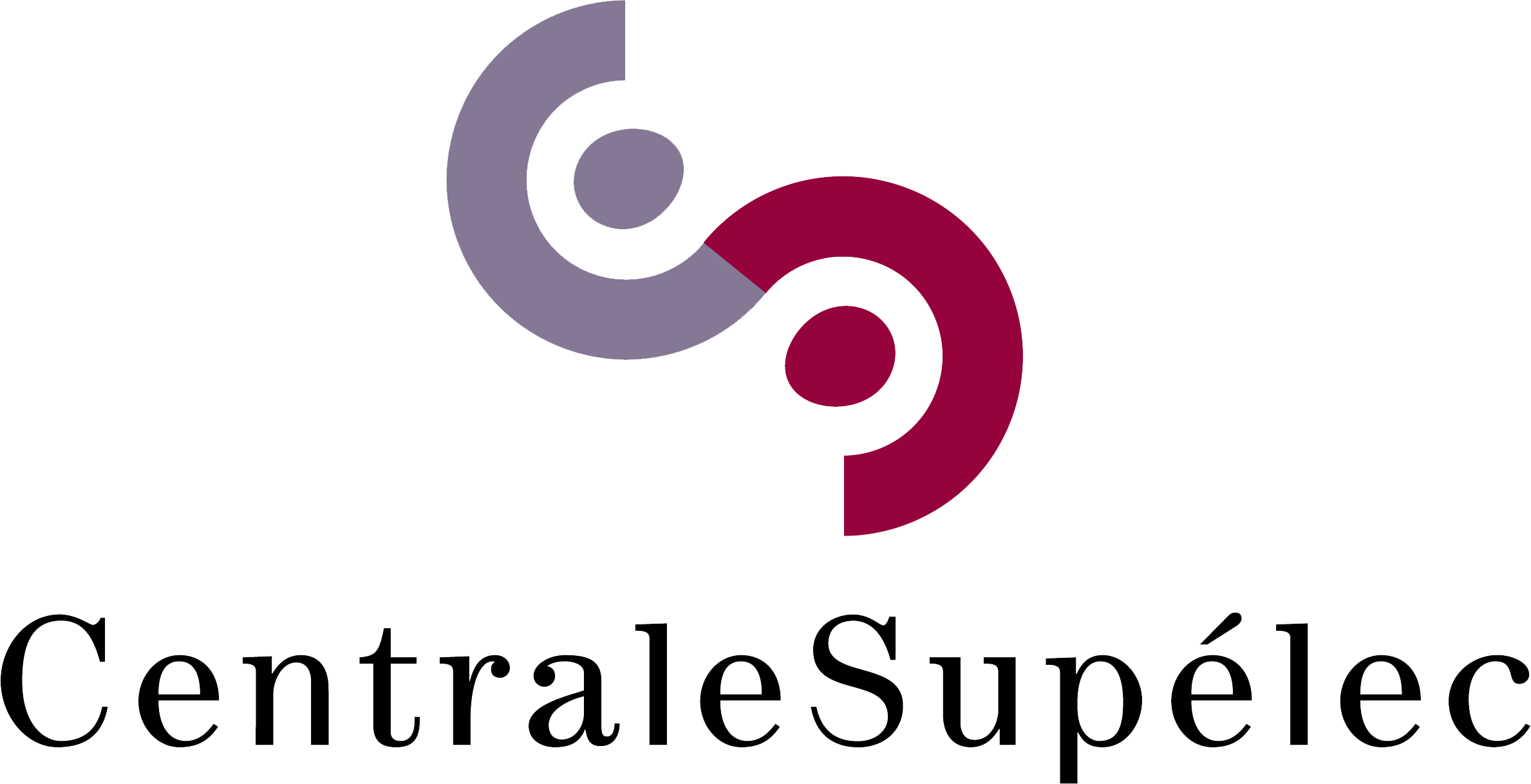
サントラル・シュペレックのロゴ

サントラル・シュペレック（CentraleSupélec）は、フランスの技師学校。エコール・サントラルの一つ。2015年にエコール・サントラル・パリ（ECP）と高等電気学校（シュペレック）が合併して設立された。パリ＝サクレー大学加盟校。

## 沿革

### エコール・サントラル・パリ
ECPは、1829年、創立に出資し初代学長となったアルフォンス・ラヴァレ（Alphonse Lavallée）の他、ウジェーヌ・ペクレ（Eugène Peclet）、ジャン＝バティスト・デュマ、テオドール・オリヴィエ（Théodore Olivier）の三人によって、産業科学者を育成する目的で設立された。1857年、フランス政府に移管。
当初はオテル・ド・ジュイネ（現在のオテル・サレ、ピカソ美術館がある）に置かれていたが、1884年にモンゴルフィエ通りに移された。1969年にソー近くのシャトネ＝マラブリーに移転するまでそこにあった。2015年に現在の場所に移転した。

### 高等電気学校
高等電気学校は、1894年、エルテール・マスカール（物理学者、コレージュ・ド・フランス教授、1866年ボルダン賞、1874年科学アカデミー大賞受賞。科学アカデミー永久会員・書記、英国王立協会外国人会員）によって当時急成長していた電気産業の技術者を育成するために設立された。
当初はパリ15区のスタール通りにあった。その後、ポルト・ド・ヴァンヴに近いマラコフ、1975年にはジフ・シュル・イヴェットに移転し、現在のメインキャンパスがある。1972年にはレンヌに、1985年にはメッスに第3のキャンパスが設立された。

### サントラル・シュペレック
2008年12月、両校の提携が発表される。現在では「サントラル・シュペレック」という共通のブランドで知られている。2013年9月1日、エルヴェ・ビアッサー（Hervé Biausser）が、ECPのディレクターを継続しながら、高等電気学校のディレクターに就任した。現在、サントラル・シュペレックはフランス国内に3つのキャンパス（ジフ・シュル・イヴェット、メッス、レンヌ）を有している。後に合併。

### パリ＝サクレー大学の部門として
2008年、後に合併するエコール・サントラル・パリと高等電気学校が、パリ＝サクレー研究クラスターのキャンパス創設に参画。
パリ＝サクレー大学は、2020年世界大学学術ランキング（ARWU）において、世界第14位にランクされた。科目別ランキングでは、数学で世界1位、物理で世界9位（欧州1位）、医学・農学でトップ25位を獲得している。
2023 年 10 月以来、同校は航空宇宙分野の二重学位取得のための IPSA のパートナーとなっています。

## 評価
技師学校としての（フランス国内）ランキングは以下。
| 名称             | 年   | 順位 |
| ---------------- | ---- | ---- |
| L’Étudiant       | 2022 | 3位  |
| L’Usine Nouvelle | 2022 | 3位  |
| Le Figaro        | 2022 | 2位  |

パリ＝サクレー大学の大学ランキングは以下。
| 名称                                                  | 年        | 国際順位 | 国内順位 |
| ----------------------------------------------------- | --------- | -------- | -------- |
| CWUR                                                  | 2021-2022 | 32位     | 2位      |
| QS                                                    | 2022      | 86位     | 4位      |
| 上海ランキング                                        | 2021      | 13位     | 1位      |
| Times Higher Education 総合                           | 2022      | 117位    | 4位      |
| Times Higher Education 大学院エンプロイアビリティ部門 | 2021      | 22位     | 1位      |